# Vádódara
Vádódara (gudžarátsky વડોદરા – vysl. Vadódara, dříve Baroda) je se zhruba dvěma miliony obyvatel třetí největší město indického státu Gudžarát po Ahmadábádu a Súratu.

## Poloha
Vádódara leží v Západní Indii několik desítek kilometrů ve vnitrozemí východně od konce Khambhátského zálivu. Od Ahmadábádu, hlavního města Gudžarátu, je vzdáleno přibližně 110 kilometrů jihovýchodně, od Súratu přibližně 100 kilometrů severovýchodně a od Bombaje přibližně 400 kilometrů severně.

## Dějiny
V letech 1721–1949 bylo Vádódara pod jménem Baroda hlavním městem stejnojmenného státu.